# Тупичівська сільська територіальна громада
Тупичівська сільська громада — територіальна громада в Україні, у  Чернігівському районі Чернігівської області. Адміністративний центр — село Тупичів.
Площа громади — 162,03 км², населення — 2547 мешканців (2018).
Утворена 7 серпня 2017 року шляхом об'єднання Бурівської, Великолиственської та Тупичівської сільських рад Городнянського району.
12 червня 2020 року до складу громади увійшли Вихвостівська, Івашківська та Куликівська сільські ради ліквідованої Вихвостівської ОТГ.

## Населені пункти
До складу громади входять 1 селище (Тополівка) і 10 сіл: Безиків, Бурівка, Великий Листвен, Вихвостів, Довге, Зелений Гай, Івашківка, Куликівка, Розвинівка, Тупичів.